# Loch (Windeck)
Loch war ein Ortsteil der Gemeinde Windeck im Rhein-Sieg-Kreis. Es bildet heute den nordwestlichen Teil von Hurst.

## Lage
Loch liegt auf den Hängen des Leuscheid in einem Siefen über dem Rosbachtal. Ehemaliger Nachbarort war neben Hurst Altenhof im Osten. Die kleine Stadt liegt östlich von Köln und Bonn, ebenfalls liegt diese Stadt zwischen den Autobahnen A3, A4 und A45.

## Geschichte
Loch gehörte zum Kirchspiel Rosbach und zeitweise zur Bürgermeisterei Dattenfeld.
1830 hatte Loch 96 Einwohner.
1845 hatte der Weiler 76 Einwohner in 17 Häusern. Hiervon 13 Katholiken und 63 Lutheraner. 1863 waren es 121 Personen. 1888 gab es 106 Bewohner in 25 Häusern.
1962 wohnten hier 143 Einwohner und 1976 158.